# Hydaticus tschoffeni
Hydaticus tschoffeni är en skalbaggsart som beskrevs av Régimbart 1895. Hydaticus tschoffeni ingår i släktet Hydaticus och familjen dykare. Inga underarter finns listade i Catalogue of Life.